# Sebastian Nebe
Sebastian Nebe (* 1982 in Blankenburg im Harz) ist ein deutscher Maler, der in Berlin lebt und arbeitet.

## Leben
Sebastian Nebe begann 2002 ein Studium der Grafik und Malerei an der Hochschule für Kunst und Design Halle. Ab 2005 studierte er in der Klasse für Bildende Kunst bei Astrid Klein an der Hochschule für Grafik und Buchkunst Leipzig, unterbrochen von einem Studienaufenthalt an der Glasgow School of Art im Jahr 2008. Sebastian Nebe erhielt 2009 sein Diplom und war bis 2012 Meisterschüler bei Astrid Klein. Von 2007 bis 2010 war er Stipendiat der Studienstiftung des deutschen Volkes.
2013 erhielt Sebastian Nebe den 10. Kunstpreis der Leipziger Volkszeitung. Der Preis wird in Kooperation mit dem Museum der bildenden Künste Leipzig verliehen und der Preisträger von einer unabhängigen Fachjury ausgewählt.

## Werk
Seit dem Studium an der HGB Leipzig kreisen die Arbeiten von Sebastian Nebe, seien es großformatige Malereien in Öl auf Papier, Super 8 Filme oder raumgreifende Skulpturen, in filmisch inszenierter Manier um die Frage von Identität. Inspiriert vom Film Noir und zeitgenössischen Filmemachern wie David Lynch oder Lars von Trier sowie von der Theorie Sigmund Freud`s vom (Un)heimlichen sind seine mit Hilfe o. g. Gattungen konzipierten Serien Projektionsflächen für verschiedene Seelenzustände und verborgene Geschichten. Die Bildsprache seiner Malereien ist reduziert und hat trotz traditioneller Lasurtechnik in ihrer grafischen Anmutung etwas comichaftes und deswegen sehr zeitgenössisches. Seine Filme und Objekte ergänzen die Malereien und transportieren Nebe`s Themen als Kulissen in den Raum.
Seit der Serie Untitled (Settings) aus dem Jahr 2007 zeigen und reflektieren die Malereien von Sebastian Nebe geheimnisvolle, verlassene Orte oder Landschaften mit menschlichen Relikten. Für seine Beschäftigung mit dem Thema Wald steht exemplarisch das Gemälde mit dem Titel Am Morgen, das sich in der Sammlung Alison und Peter W. Klein im Museum Kunstwerk befindet. Diese Arbeit „erinnert in Bildaufbau und der Farbigkeit an die Gemälde von Caspar David Friedrich, verneint jedoch mit der Thematisierung des zerstörten Waldes jegliche Romantik“.
Mit der Serie Always crashing in the same car (2015), kehrt die Auseinandersetzung mit dem menschlichen Abbild in die Malerei von Sebastian Nebe zurück.

## Ausstellungen

### Solo
- 2019 Sommerhaus, Galerie Kleindienst, Leipzig
- 2019 Fühlen und Lenken (mit Karl Goerlich), Barlach Halle K, Hamburg
- 2018 Im Osten nichts Neues (mit Andreas Mühe), G2 Kunsthalle, Leipzig
- 2016 Die Innere Sicherheit, der Kunstkreis, Hameln
- 2016 Always crashing in the same car, Galerie Kleindienst, Leipzig
- 2014 Sebastian Nebe, Salon Rauch, Hamburg
- 2014 You Get So Alone At Times That It Just Makes Sense (mit Olaf Bastigkeit), Kreuzberg Pavillon, Berlin
- 2013 Der neue Morgen, Museum der bildenden Künste Leipzig (Kunstpreis und Katalog)
- 2013 „l'egoiste romantique“ (mit Sebastian Burger), Passerelle Centre d'art contemporain, Brest, Frankreich[4]
- 2012 Still, Galerie Kleindienst, Leipzig
- 2011 Der romantische Egoist (mit Sebastian Burger), Kunstverein Tiergarten, Berlin[5]
- 2010 Die letzten Tage der Unschuld, Galerie Kleindienst, Leipzig
- 2010 Der Geheime Garten der Nachtigall (mit Claas Gutsche), Galerie Wagner und Partner, Berlin
- 2008 Die Schwarze Hütte, ZINGERpresents – Amsterdam
- 2008 Art Amsterdam, mit ZINGERpresents – Amsterdam
- 2006 Bungalow, ZINGERpresents – Amsterdam

### Beteiligungen (Auswahl)
- 2020 Keine Schwellenangst!, Städtische Galerie, Bietigheim-Bissingen
- 2020 Antipoden? Neueste Leipziger Schule., Mädler Art Forum, Leipzig
- 2019 DIE ZUKUNFT IST DAS NEUE DING, Kunststiftung des Landes Sachsen-Anhalt, Halle (Saale)
- 2019 Natur als Argument, Kunstverein Bamberg, Bamberg
- 2018 Lindenow #14 – Sonderausstellung DESTILLAT, im ehemaligen Neuen Kaufhaus Held, Leipzig
- 2018 bataillon d`amour, Galerie Kleindienst, Leipzig
- 2018 NGORONGORO II, Lehderstrasse 34, Berlin
- 2018 Vierundzwanzigmaldreissig, Thaler Originalgrafik, Leipzig
- 2017 Hundrede og tyve timer i København, Refshalevej 173A, Copenhagen, Denmark
- 2017 Künstler der Galerie / Artists of the Gallery, Galerie Kleindienst, Leipzig
- 2017 Corriger la Fortune, Galerie Nord / Kunstverein Tiergarten, Berlin
- 2016Spectrum 2, about paper, Galerie Eigenheim Weimar/Berlin, Berlin
- 2016 Wintersalon, Galerie Kristine Hamann, Wismar
- 2016 Pentomino 3, Thaler Originalgrafik, Leipzig
- 2016 How to find true love and happiness in the present day, Bikini Berlin, Berlin
- 2016 Vor Ihnen, das Meer — resp. der Asphalt, die Schäden…, Staatliche Kunstsammlung Dresden, Labor Güntzstraße 34, Dresden
- 2015 Pentomino, Thaler Originalgrafik, Leipzig
- 2015 Thaler Originalgrafik auf AEG, Auf AEG, Nürnberg
- 2015 Gute Kunst? Wollen! SØR Rusche Sammlung Oelde/Berlin, Auf AEG, Nürnberg
- 2015 Turn My Water Into Wine, Kunstraum Ortloff, Leipzig
- 2015 21st Art Festival Ornö and Dresdner Biennale – Dresdner Biennale, Dresden
- 2015 WIN / WIN – Ankäufe der Kulturstiftung des Freistaates Sachsen 2015, Halle 14, Leipzig
- 2015 Vertraute Gesellschaft, Thaler Originalgrafik, Leipzig
- 2015 Aus der Tiefe des Leipziger Raumes, Galerie Schloss Parz, Grieskirchen, Austria
- 2014 salondergegenwart, salondergegenwart, Hamburg
- 2013 Ohne Titel: Abstrakt – Konkret – Konstruktiv, Kunsthalle der Sparkasse Leipzig, Leipzig
- 2013 There is love in the air, but I’m still full of fear, Kunstraum Ortloff, Leipzig
- 2012 Natur 3D. Zeitgenössische Kunst im Dialog mit historischen Museumsbeständen, Museum der bildenden Künste, Leipzig[6]
- 2012 19. Leipziger Jahresausstellung „UNTERWEGS“, Westwerk Leipzig[7]
- 2012 Cer variabil, Collectors House, Heerlen (NL)
- 2011 Wir Belohnen Sie, Kunstraum Ortloff, Leipzig
- 2011 Celebrate Sebastian!, Galerie Kleindienst, Leipzig
- 2011 Masken, Merkel Collection, Mannheim
- 2011 After the goldrush – Realistische Malerei des 21. Jahrhunderts aus Düsseldorf und Leipzig, Kunstverein Speyer
- 2011 HotSpot Berlin – Eine Momentaufnahme, Georg-Kolbe-Museum, Berlin
- 2011 Convoy Leipzig, Biksady Gallery, Budapest
- 2010 Silent Revolution-Painting and Photography from Leipzig, Kerava Art Museum, Kerava, Finland
- 2010 Der Blick von hier, Boulevard Parabol, Berlin
- 2010 Silent Revolution II – Painting and Photography from Leipzig, Kerava Art Museum, Kerava, Finland
- 2010 Schnittstelle Druck, Museum der bildenden Künste, Leipzig
- 2010 Schnittstelle Druck, Galerie der Hochschule für Grafik und Buchkunst, Leipzig
- 2009 Never odd or even, Boulevard Parabol, Berlin / Kunstraum Ortloff, Leipzig
- 2008 Drawcula, Galerie Kleindienst, Leipzig
- 2007 Junge Kunst XII, Galerie Kleindienst, Leipzig
- 2007 Fermente – Positionen Junger Kunst, Maerzgalerie, Leipzig
- 2007 Those Quaint moments of Distress, Montana, Berlin
- 2007 The Nature of Things, Art Rotterdam, mit ZINGERpresents, Rotterdam
- 2005 Drei mal drei aus Leipzig, Galerie Mathias Kampl, München

## Künstlerbücher
- Frank Zöllner  (Hrsg.): Antipoden? Neueste Leipziger Schule. E.A. Seemann, Leipzig 2020, ISBN 978-3-86502-442-8.
- Sebastian Nebe – Der neue Morgen. Museum der bildenden Künste Leipzig, Leipzig 2013.[8]
- Sebastian Nebe – Die Wälder. Galerie Kleindienst, Leipzig 2009.[9]
- Der romantische Egoist: Sebastian Burger, Sebastian Nebe; eine Ausstellung im Kunstverein Tiergarten, Galerie Nord, Berlin 2011.

## Auszeichnung
- 2013: 10. Kunstpreis der Leipziger Volkszeitung